# ترکیبات آلی فسفر
ترکیبات آلی فسفر یا ترکیبات اورگانوفسفر(به انگلیسی: Organophosphorus compounds) دسته‌ای از ترکیبات آلی هستند که در آن اتم‌های کربن و فسفر با یکدیگر پیوندهای کووالانسی دارند.

## انواع
این ترکیبات بسیار متنوعند مانند  استرهای فسفات (ارگانوفسفاتها) ؛ استرهای اسید فسفونات و فسفینیت ؛ فسفین اکسید و ترکیبات مشابه و ...